# کبوتر پازرد
 کبوتر پازرد (نام علمی: Columba pallidiceps) نام یک گونه از سرده کبوتر است.